# Parc Georges-Brassens
El parc Georges-Brassens es troba al  15è districte de París a l'emplaçament dels antics  escorxadors de Vaugirard.

## Història del nom
Batejat Georges Brassens, aquest nom ret homenatge a l'artista que ha viscut l'essència de la seva vida parisenca a alguns centenars de metres del lloc, al 9, Impasse Florimont, després al 42, carrer Santos-Dumont.

## Urbanisme

Parc Georges-Brassens, Paris

El parc Georges-Brassens ha estat condicionat al lloc del mercat de cavalls de Vaugirard i dels seus escorxadors.
De l'antic mercat s'han conservat les portes monumentals (guarnides amb un cavall) i dos edificis. Una part del parc és consagrada a un «jardí d'olors». Una escultura d'Albert Bouquillon guarneix el parc.
Un mercat de llibres d'ocasió hi té lloc tots els caps de setmana, instal·lat el 1987.

## Anècdotes
- El grup de rock Astonvilla hi gravà el 2001 el videoclip del titulat Raisonne.